# 塞魯阿蘇爾 (巴拉那州)
24°49′26″S 49°15′39″W / 24.82389°S 49.26083°W

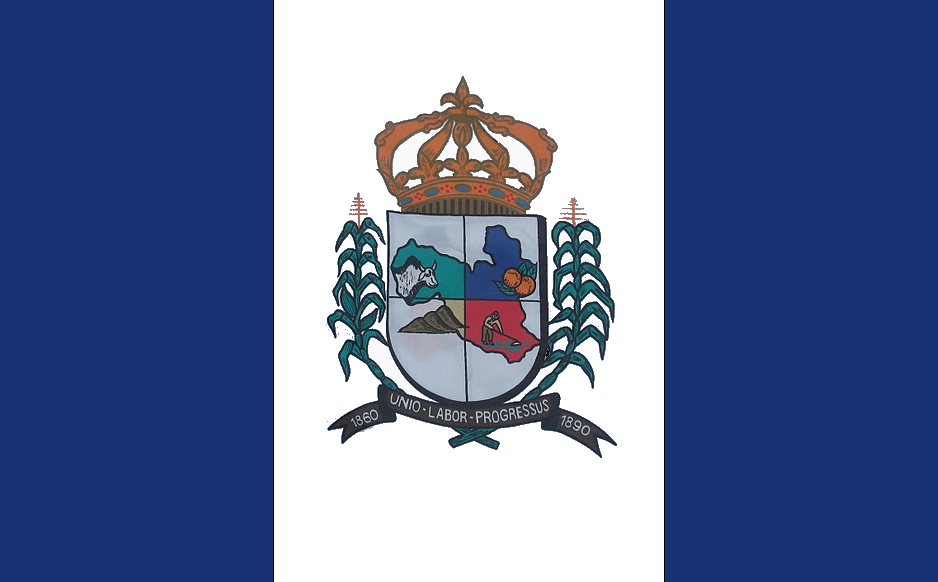
这是塞魯阿蘇爾的旗帜，盾牌是由四个元素组成，上面还有一个皇冠。两边围绕着农作物，盾牌的下方还有一行小字写着"1860-1890，UNIO.LAROR.PROGRESSUS"

塞魯阿蘇爾（葡萄牙語：Cerro Azul）是巴西的城鎮，位於該國南部，由巴拉那州負責管轄，距離庫里奇巴92公里，面積1,341平方公里，海拔高度318米，2010年人口16,948，人口密度每平方公里12.64人。